# Danny D

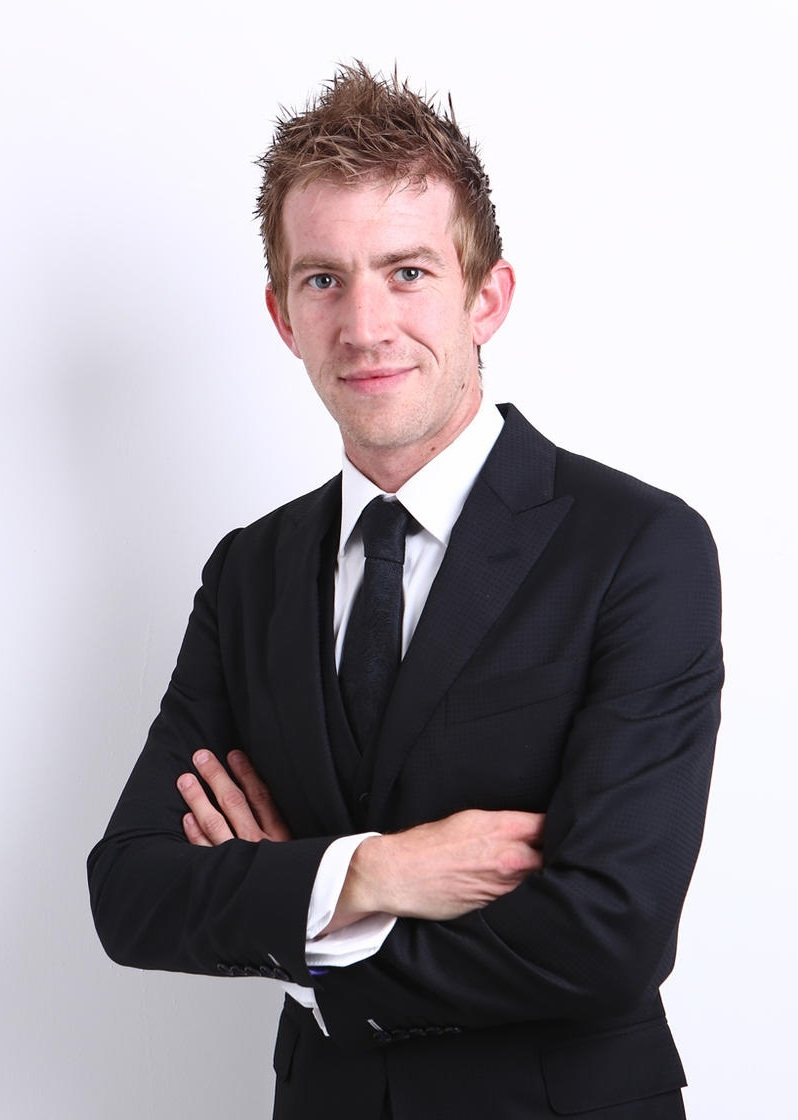
Danny D

Danny D oder Danny Dong, eigentlich Matt Hughes (* 11. August 1987 in Maidstone, England), ist ein britischer Pornodarsteller und -produzent, sowohl in heterosexuellen als auch homosexuellen Filmen.

## Leben

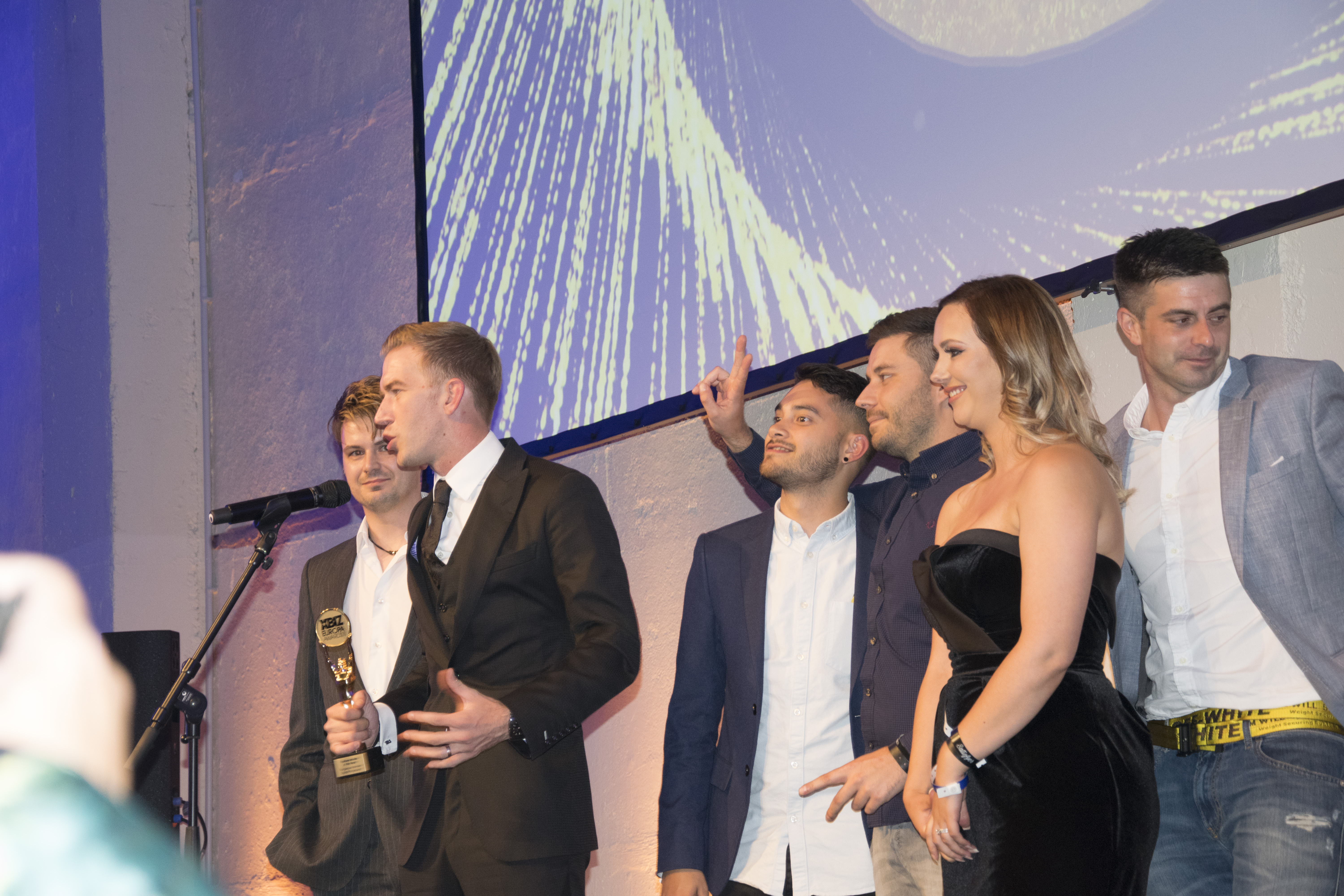
Danny D bei den Xbiz Europa Awards 2019

Nach einer kurzzeitigen Tätigkeit als Bauarbeiter begann er 2007 im Alter von zwanzig Jahren seine Karriere als Pornodarsteller. Mit der weit überdurchschnittlichen Größe seines Penis wurde er schnell bekannt und bald von großen Unternehmen wie Eurocreme, Brazzers, Harmony Films und Playboy TV gebucht. Er wurde Star der Serie Whitezilla; der Titel ist eine Anspielung auf seine Penisgröße. Hughes ist wegen seiner Bisexualität sowohl bei hetero- als auch homosexuellen Pornografiekonsumenten beliebt.
Mittlerweile ist er mit AHusseyXXX, zusammen mit seiner Lebensgefährtin Sophia Knight, einer ehemaligen Darstellerin, als Produzent und Darsteller für Brazzers und Digital Playground selbstständig tätig.

## Auszeichnungen
- 2010 AVN Award nominee – Best Group Sex Scene „Satan’s Whore“ mit Bobbi Starr, Matt Hughes, Olivier Sanchez und George Uhl
- 2012 AVN Award nominee – Bester männlicher Darsteller des Jahres
- 2012 SHAFTA winner – Bester männlicher Darsteller des Jahres
- 2013 SHAFTA winner – Bester männlicher Darsteller des Jahres
- 2013 AVN Award zweimal nominiert – „Nymphomaniac“ mit Brooklyn Lee und Matt Hughes,  „Young Harlots: Highland Fling“ mit Matt Hughes, George Uhl und Iain Tate
- 2013 AVN Award nominee – Bester männlicher Darsteller des Jahres
- 2014 XBIZ Award winner – Bester männlicher Darsteller des Jahres
- 2014 AVN Award nominee – Bester männlicher Darsteller des Jahres
- 2016 AVN Award winner – Bester männlicher Darsteller des Jahres
- 2020 XBIZ Award – Foreign Male Performer of the Year[1]
- 2023: AVN Award winner – International Male Performer of the Year[2]
- 2024: AVN Award winner – Best Supporting Actor[3]
- 2024: Aufnahme in die AVN Hall of Fame[3]